# Sijko Veninga
Sijko Veninga (Midwolda, 27 mei 1938) is een Nederlands voormalig politicus van het CDA en werkgeversvoorzitter.

## Biografie
Na de mulo en de hbs heeft hij binnenvaartdiploma's gehaald. Zijn loopbaan begon hij echter in 1953 bij de Nieuwe Provinciale Groninger Courant maar vanaf 1955 was hij werkzaam in de scheepvaart. In 1957 werd hij sleepbootkapitein en van 1960 tot 1965 was hij zelfstandig sleepbootondernemer in Nederland, België en West-Duitsland. Daarna was hij meer bestuurlijk actief als (tweede) secretaris van de Nederlandse Protestantse Christelijke Schippersbond (NPCSB) die in 1969 hernoemd werd in de Christelijke Bond van Ondernemers in de Binnenvaart (CBOB). Hij zou tot 1978 secretaris van de CBOB blijven. Veninga zat van 1978 tot 1989 in de gemeenteraad van Nieuwerkerk aan den IJssel waar hij ook (deeltijd) wethouder is geweest. Verder was hij van 1981 tot 1990 deeltijd voorzitter van het Nederlands Christelijk Ondernemersverbond (NCOV) en uit hoofde van die functie is hij ook lid geweest van de Sociaal-Economische Raad (SER). Namens de NCOV was hij eind 1982 een van de acht ondertekenaars van het Akkoord van Wassenaar. In april 1989 werd Veninga benoemd tot de burgemeester van Urk wat hij tot midden 1999 zou blijven toen hij vervroegd met pensioen ging.